# Furgler
De Furgler is een 3004 meter hoge berg in de Oostenrijkse deelstaat Tirol. De berg is een van de meest beklommen bergen van de Samnaungroep, de tocht naar de top start meestal in Serfaus. De tocht wordt vergemakkelijkt doordat de liften van het skigebied Serfaus-Fiss-Ladis ver de berg op reiken.